# Strazjitsa (ort)
Strazjitsa (bulgariska: Стражица) är en ort i norra Bulgarien. Den är belägen i kommunen Obsjtina Strazjitsa och regionen Veliko Tărnovo, i den centrala delen av landet, 220 km öster om huvudstaden Sofia. Strazjitsa ligger 107 meter över havet och antalet invånare är 5 728.